# آذر فخر
آذر فخر (۲۴ آذر ۱۳۱۹ – ۲۹ اسفند ۱۴۰۲) بازیگر تئاتر، سینما و تلویزیون ایرانی بود.

## زندگی
آذر فخر بازیگر دههٔ ۱۳۴۰ و ۱۳۵۰ تئاتر است و سابقه بازی در سینما و تلویزیون نیز دارد. وی فارغ‌التحصیل رشتهٔ تئاتر از دانشکده هنرهای زیبای دانشگاه تهران است و در نمایش‌های ارثیهٔ ایرانی، لبخند باشکوه آقای گیل، روزنه آبی و افول همگی نوشتهٔ اکبر رادی بازی کرده است. آذر فخر در سن سی و هشت سالگی در اوج شهرت بازیگری و درخشیدن روی صحنهٔ تئاتر، ایران را همزمان با انقلاب ترک کرد و همراه همسرش کامران نوزاد در حومهٔ سان فرانسیسکو زندگی می‌کرد.
در چهاردهمین جشن بازیگر خانهٔ تئاتر از آذر فخر تجلیل شد.

## بازیگری
تئاتر
- افول (۱۳۴۹ - نوشته اکبر رادی و به کارگردانی علی نصیریان؛ تئاتر سنگلج)
- ارثیهٔ ایرانی (۱۳۴۹ - نوشته اکبر رادی و به کارگردانی خلیل موحد دیلمقانی؛ تالار ۲۵ شهریور)
- سرگذشت مرد خسیس (۱۳۴۹ - تمثیل در مجلس به قلم میرزا فتحعلی آخوندزاده، ترجمه محمدجعفر قراچه داغی و به کارگردانی خلیل موحد دیلمقانی؛ تماشاخانه سنگلج)
- فرفره‌ها (۱۳۵۰ - نوشته بهمن فرزانه و به کارگردانی عباس جوانمرد؛ تالار ۲۵ شهریور)
- سگی در خرمن جا (۱۳۵۰ - نوشته نصرت‌الله نویدی و به کارگردانی عباس جوانمرد؛ تالار ۲۵ شهریور)
- تامارزوها (۱۳۵۱ - نوشته نصرت‌الله نویدی و به کارگردانی عباس جوانمرد؛ تماشاخانه سنگلج)
- ملاقات بانوی سالخورده (۱۳۵۱ - نوشته فردریش دورنمات و به کارگردانی حمید سمندریان؛ تالار مولوی)
- مطبخ (۱۳۵۲ - نوشته غلامعلی عرفان و کارگردانی مشترک جعفر والی و محمدعلی جعفری؛ تماشاخانه سنگلج)
- مرگ همسایه (۱۳۵۲ - نوشته غلامعلی عرفان و به کارگردانی مشترک محمدعلی جعفری و جعفر والی؛ تماشاخانه سنگلج)
- لبخند باشکوه آقای گیل (۱۳۵۳ - نوشته اکبر رادی و به کارگردانی رکن الدین خسروی، تالار ۲۵ شهریور)
- کسب و کار خانم وارن (۱۳۵۵ - نوشته برنارد شاو و به کارگردانی هرمز هدایت؛ تماشاخانه سنگلج)
- آرامسایشگاه (۱۳۵۶ - به نویسندگی و کارگردانی بهمن فرسی؛ تماشاخانه سنگلج)[۴]

سینما
- تجاوز (۱۳۴۹)
- هزار بار مردن (۱۳۵۶)
- زلزله دوم (۱۳۵۶)
- گدای اشراف‌زاده (۱۳۵۷)
- قرنطینه (۱۳۶۱)

مجموعه تلویزیونی
- طلاق (۱۳۵۶) اپیزود بن‌بست و اپیزود طلاق و تنهایی
- ارثیهٔ ایرانی (تله‌تئاتر؛ ۱۳۵۶)
- روزنه آبی (تله‌تئاتر)
- افسانه‌های کهن ایرانی (۵۷-۱۳۵۶)